# Danǧara
Danǧara (Данғара in tagico) è una città del Tagikistan, capoluogo dell'omonimo distretto. Si trova a sud-ovest del paese. La città è a circa 100 km a sud-est della capitale Dušanbe.

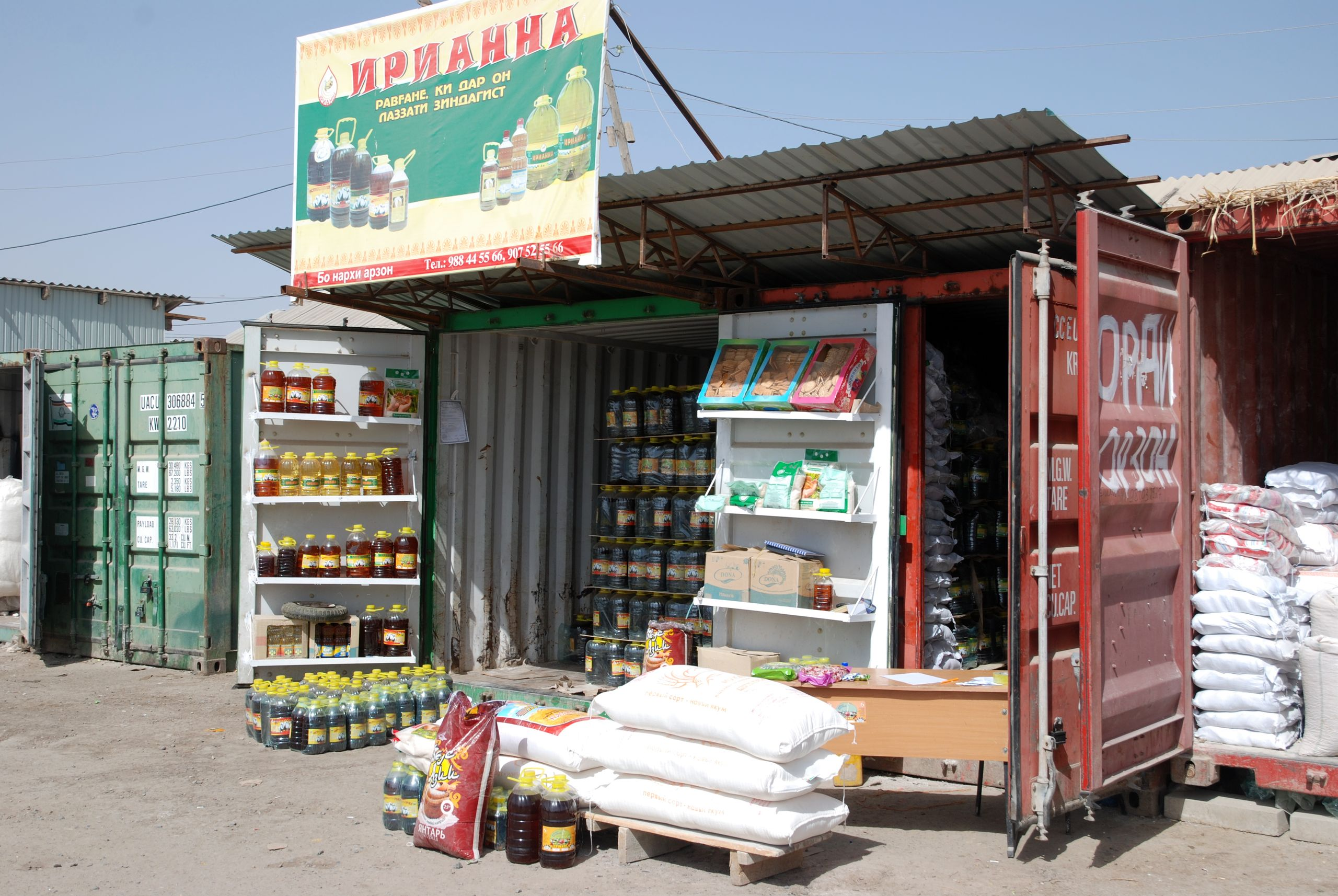
Scorcio del mercato della città

## Storia
Nelle vicinanze della città, nella grotta di Ogzi-Kichik, sono stati ritrovati alcuni reperti di persone, datate tra i 30000 e i 17500 anni fa. Sono stati trovati altri reperti datati al II millennio a.C., durante l'età del bronzo.
La città è stata fondata nel XX secolo come luogo per la coltivazione del cotone. Durante gli anni '50 divenne un insediamento urbano con la centrale idroelettrica di Nurek, la quale permise la costruzione di un'ottima rete di irrigazione che rese l'area un'oasi agricola.
Nel gennaio 2012, in seguito alla costruzione di un aeroporto nella città, la deviazione di una ferrovia e la ristrutturazione di molte strade, iniziarono a girare delle voci riguardo al fatto che questa sarebbe potuta diventare una nuova capitale.
Il 29 luglio 2018 fu tristemente sede di un attentato terroristico in cui vennero uccisi 4 ciclisti: due statunitensi, uno svizzero e un olandese.

## Economia
La città è circondata da campi coltivati e pianure, mentre nel centro è molto rilevante il mercato, dove si vendono molti prodotti.
Nel gennaio 2010, il parlamento ha approvato una risoluzione per istituire una zona economica speciale nella città di Ishkoshim al confine con l'Afghanistan e a Danghara per attirare investitori stranieri. Secondo le dichiarazioni ufficiali del luglio 2013 è prevista l'installazione di trattori da parte di una joint venture con la società bielorussa MT nella zona economica speciale di Danghara. Nell'ottobre 2014, il Parlamento ha ratificato un accordo per la costruzione di una raffineria di petrolio a Danghara da parte della società cinese Heli Investment and Development. 

## Infrastrutture e trasporti
La principale via di comunicazione è l'autostrada A385, che attraversa da nord-ovest a sud la città. 

## Evoluzione demografica

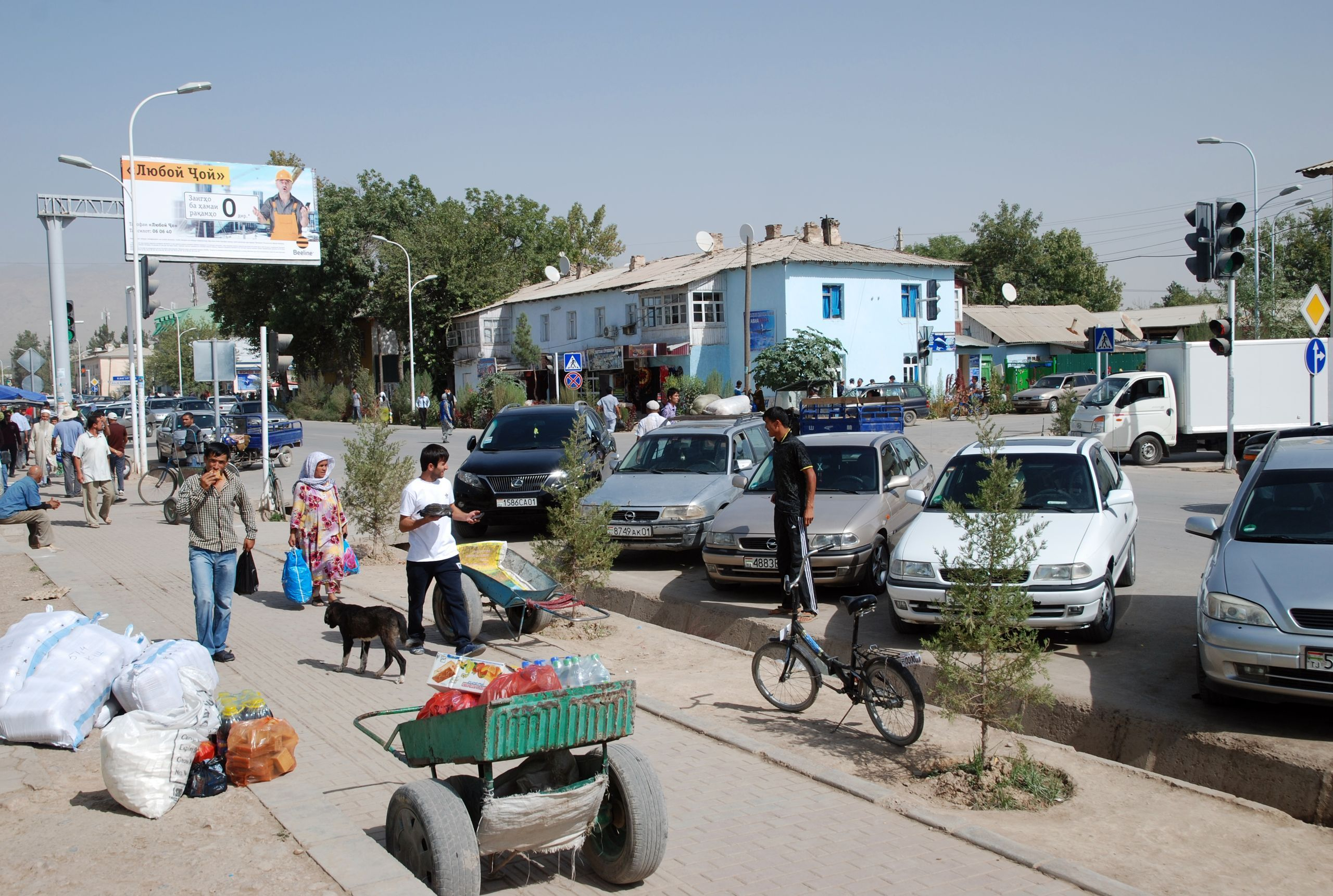
Strada principale della città

| 1959 | 1970 | 1979   | 1989   | 2015  |
| ---- | ---- | ------ | ------ | ----- |
| 5761 | 9083 | 12 892 | 16 898 | 25000 |